# Пенджаб
Вижте пояснителната страница за други значения на Пенджаб.
Пенджаб или Петоречие (от персийски: пендж – пет и аб – вода, река, на пенджабски: ਪੰਜਾਬ на гурмукхи, پنجاب на шахмукхи; на хинди: पंजाब; на урду: پنجاب; МФА: ˈpʌnʤɑb) е историко-географска област в Пакистан и Индия. Тя включва плодородната равнина, разположена между Иранската планинска земя на запад, Хималаите на север и пустинята Тар на юг и заема северната част на Индо-Гангската равнина. Името Пенджаб (Петоречие) идва от петте големи реки Сатледж, Джелам, Чинаб, Рави и Биас, които сливайки се една с друга образуват река Панджнад, ляв приток на Инд. Площта на областта е около 300 хил. km², а населението – около 110 милиона души.

## Природа
Равнината е изградена основно от речен алувий. Преобладаващите височини са от 150 до 350 m, а наклонът ѝ е незначителен (1 – 2°). Климатът е сух, топъл, с резки температурни амплитуди. Средна януарска температура 13 – 16 °С, средна майска – около 35 °С. Годишната сума на валежите варира от около 150 mm на запад до 700 mm на изток с максимум по време на летния мусон. През този сезон реките се разливат и често променят своите корита. Естествената растителност представена от опустинени савани с бодливи храсти се е съхранила само по вододелните участъци. Културните ландшафти заемат от 70 до 90% от територията на равнината. Изградена е обширна система от напоителни канали. Най-големите градове са Лахор, Файсалабад, Мултан, Бахавалпур, Гуджранвала в Пакистан, Амритсар, Ганганагар в Индия.

## Историческа справка
От 3-тото до 1-та половина на 2-рото хилядолетие пр.н.е. територията на Пенджаб влиза в зоната на разпространение на една от древните световни цивилизации (т.н. Харапска или Индийска или Протоиндийска). Започвайки от 2-рата половина на 2-рото хилядолетие пр.н.е. в Пенджаб постепенно се заселват придвижващите се от запад и северозапад т.нар. арийски племена и в резултат на контактите им с местното население започва формирането на индоарийските народности и племена (мадра, джартика, кекайя и др.). В края на 6. век пр.н.е. значителна част от територията на равнината е била включена в състава на древната персийска държава на Ахеменидите. През 327 – 325 г. пр.н.е. земите до река Гифасис (Биас) са завоювани от Александър Македонски, а след смъртта му са включени в състава на древноиндийската империя на Маурите. От края на 2-ри век пр.н.е. до средата на 6. век Пенджаб последователно влиза в състава на Гръко-Индийското царство, Кушанската империя, индийската държава Гупта и държавата на ефталитите. След разпада на последната (през 567 г.) в Пенджаб възникват няколко малки държави, управлявани от местни владетели. От 7. век районът става обект на завоюване от наместниците на Омейядските халифи, които се утвърждават в областта Синд и на територията на съвременен Афганистан, а от 2-рата половина на 10. век – на мюсюлманските емири на Газни. В началото на 11. век Пенджаб става част от държавата на Газневидите, владетелите на която пренасят своята столица в град Лахор . От края на 12. век територията на областта влиза в състава на държавите на Гуридите, Делийския султанат и Великите Моголи. Дългогодишното господството на мюсюлманските владетели довежда до широкото разпространение на исляма в Пенджаб.
Упадъкът на държавите на Великите Моголи открива пътя към Пенджаб на иранския завоевател Надер Шах Афшару (1736 – 1747), а след това на афганските шахове от династията Дурани, които присъединяват страната към своите владения. Развиващото се в Пенджаб от началото на 16. век движение на сикхите през 60-те години на 18. век довежда до образуването на няколко сикхски княжества. В началото на 19. век целите пенджабски земи на запад от река Сатледж се обединяват в независимата Пенджабска държава начело с Ранджит Сингх (управлявал от 1799 до 1839 г.). В резултат на англо-сикхските войни от 1845 – 1846 и 1848 – 1849 г., Пенджабската държава е завоювана от Британската източноиндийска компания и е разчленена на провинция Пенджаб и 43 малки княжества.
През 1947 г. областта Пенджаб е разделена между Пакистан и Индия, като приблизително две трети от територията и населението са в пакистанската част, която образува провинция Пенджаб. Индийската част на областта е разделена административно в щатите Пенджаб, Харяна, Химачал Прадеш и Делхи. По-голямата част от жителите на Пенджаб са от пенджабската етническа група и говорят пенджабски език, за който в Пакистан се използва писмеността шахмукхи, а в Индия – гурмукхи. Повечето пакистански пенджабци са мюсюлмани, а индийските – сикхи и индуисти.